# Jason Baucas
Jason Saltin Baucas (ur. 9 listopada 1997) – filipiński zapaśnik walczący w stylu klasycznym. Zajął dziesiąte miejsce na mistrzostwach Azji w 2023. Złoty medalista igrzysk Azji Południowo-Wschodniej w 2019 i srebrny w 2023. Drugi na mistrzostwach Azji Południowo-Wschodniej w 2022 i trzeci w 2016 i 2017. Czternasty na mistrzostwach Azji juniorów w 2016 roku.